# Pelabai (Pelabai)
Pelabai is een bestuurslaag in het regentschap Lebong van de provincie Bengkulu, Indonesië. Pelabai telt 1027 inwoners (volkstelling 2010).